# Église Saint-Hilaire de Bagiry
Pour les articles homonymes, voir Église Saint-Hilaire.
L'église Saint-Hilaire est une église catholique située à Bagiry, dans le département français de Haute-Garonne en France.

## Présentation
Au XXIe siècle, des messes y sont toujours célébrées par l'ensemble paroissial de la Barousse.

## Historique
L'église est un édifice roman construit au XIIe siècle. Elle est reconstruite au XVIe siècle et au XVIIe siècle.
Elle conserve un tabernacle en bois doré finement travaillé par Jean I Ferrère au XVIIe siècle et un retable monumentale en bois doré réalisé par Dominique Ferrère au XVIIIe siècle.
Le retable et le tabernacle ont été restaurés par Jean-Marc Stouffs et sa collaboratrice Véronique Matteudi de 2014 à 2015.
Le retable monumental est dédié à l'Assomption de Marie et le tabernacle est dédié à la Vierge Marie, ; ils proviennent de la chapelle Notre-Dame-des-Vignes située au hameau de Sainte-Marie.
Lors de la Révolution, les cloches, le retable et le tabernacle de la chapelle Notre-Dame-des-Vignes ont été cachés durant quelques années, une fois la paix revenu, le retable et le tabernacle ont été transférés et installés à l'église Saint-Hilaire de Bagiry.

## Description

### Intérieur
Plusieurs objets remarquables sont conservés dans l'église.
Sont classés au titre objet des monuments historiques :
- Le maître-autel et le retable monumental datant du XVIIIe siècle[3].
- Le tabernacle datant du XVIIe siècle[3].

Sont inscrits à l'inventaire des monuments historiques :
- Une statue du christ en croix en bois et dorée datant du XVIe – XVIIe siècle[5].
- Une statue de sainte Germaine de Pibrac en plâtre et dorée datant du XIXe siècle[6].
- Une statue de saint Bertrand en plâtre et dorée datant du XIXe siècle[7].
- Une statue de la Vierge à l'Enfant en bois et dorée datant du XVIe – XVIIe siècle[8].
- Une statue de saint Hilaire en bois et dorée datant du XVIe – XVIIe siècle[9].

#### Lechœur
La voûte du chœur est recouverte avec un enduit de plâtre qui se détériore et se détache avec le temps laissant apparaître des peintures anciennes avec des personnages et des décors de végétaux et de fleurs.
Le maître-autel est en bois sculpté avec des peintures imitant le marbre. Sur la façade est représenté l'Agneau de Dieu qui rayonne de lumière divine.
Le retable monumental a été sculpté par Dominique Ferrère au XVIIIe siècle et a été restauré de 2014 à 2015.
Le retable a quatre colonnes, elles sont décorées de feuilles de vigne et de grappes de raisin.
Trois scènes sont représentées sur le retable :
- Sur le panneau central est représentée l'Assomption de Marie avec deux anges déposant une couronne sur la tête de la Vierge Marie. Au-dessus est représenté Dieu le Père.
- Sur le panneau latéral gauche est représentée l'Annonciation de l'archange Gabriel à la Vierge Marie. Au-dessus, le soleil est représenté dans un médaillon.
- Sur le panneau latéral droit est représentée la Visitation de la Vierge Marie à sa cousine Élisabeth (même s'il n'était pas présent lors de la rencontre, Joseph est représenté à la gauche de Marie. À la droite d'Élisabeth est représenté son mari, Zacharie). Au-dessus, la lune est représentée dans un médaillon.

Le tabernacle sculpté par Jean I Ferrère au XVIIe siècle provient de la chapelle Notre-Dame-des-Vignes située au hameau de Sainte-Marie.
La partie supérieure du tabernacle présente la Vierge à l'Enfant couronnée avec au sommet une grande couronne, à ses côtés sont placés quatre anges.
Sur la partie inférieure du tabernacle sont représentées trois scènes de la crucifixion de Jésus :
- au centre : la crucifixion de Jésus avec au pied de la croix sainte Marie Madeleine (reconnaissable avec la bouteille de parfum posée devant elle).
- à droite : la descente du corps de Jésus de la croix. La Vierge Marie est représentée évanouie dans les bras de saint Jean l'évangéliste et de sainte Marie Madeleine.
- à gauche : Jésus est dans les bras de sa mère Marie, sainte Marie Madeleine verse du parfum sur le corps de Jésus, et saint Jean l'évangéliste prie en regardant la scène.

Quatre statuettes sont placées sur le tabernacle : à gauche, saint Pierre, au centre, deux anges en prières, à droite, sainte Catherine ? (la dévotion à sainte Catherine était très populaire jusqu'au XIXe siècle avant l'expansion de la dévotion mariale).

#### Chapelle de laVierge Marie
L'autel et le tabernacle en marbre blanc sont décorés avec des feuilles et fleurs de roses.
La statue de sainte Germaine de Pibrac en plâtre et dorée date du XIXe siècle.

#### Chapelle Saint -Joseph
L'autel et le tabernacle sont en marbre blanc.

## Galerie

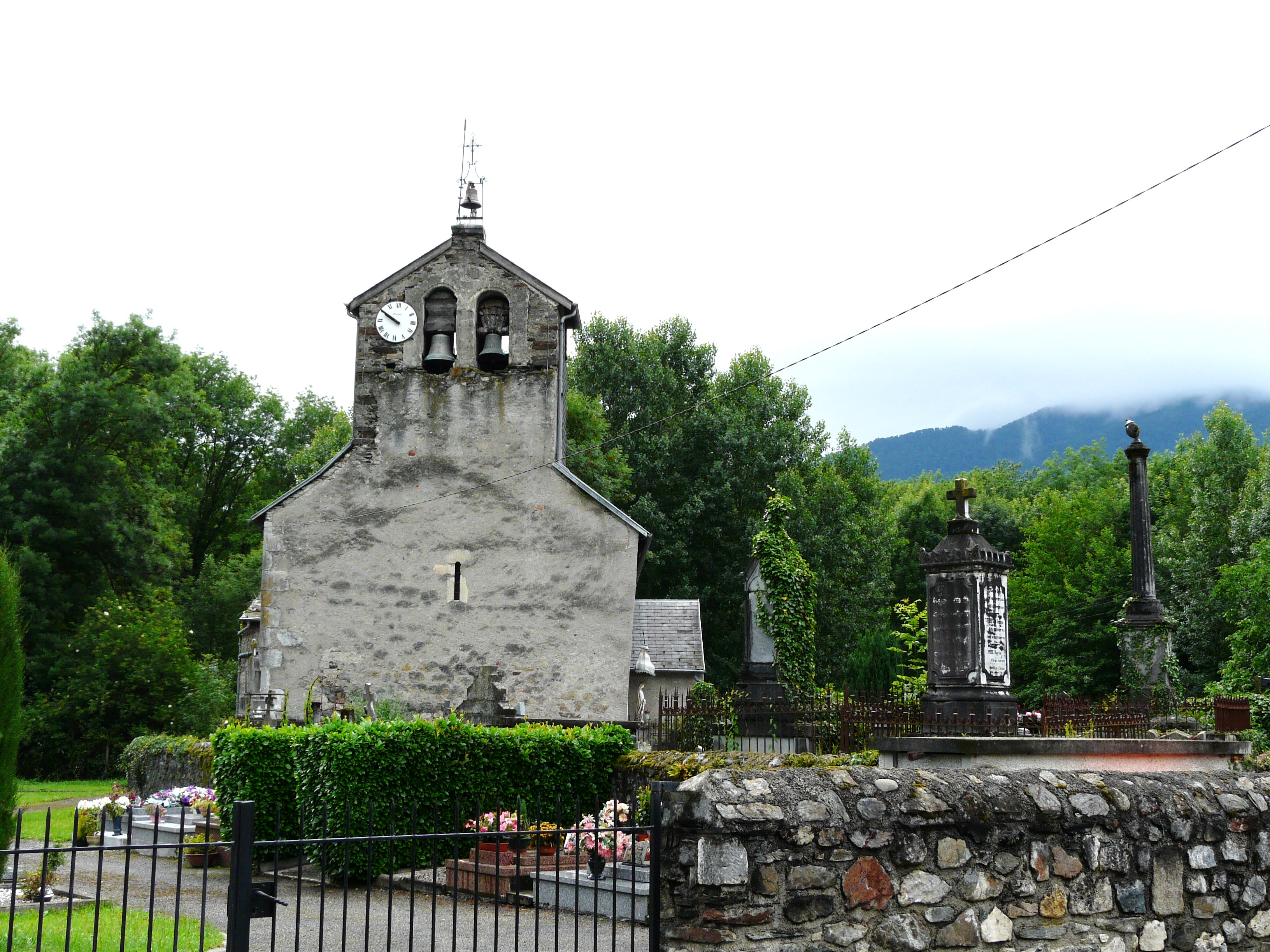
L'église Saint-Hilaire.
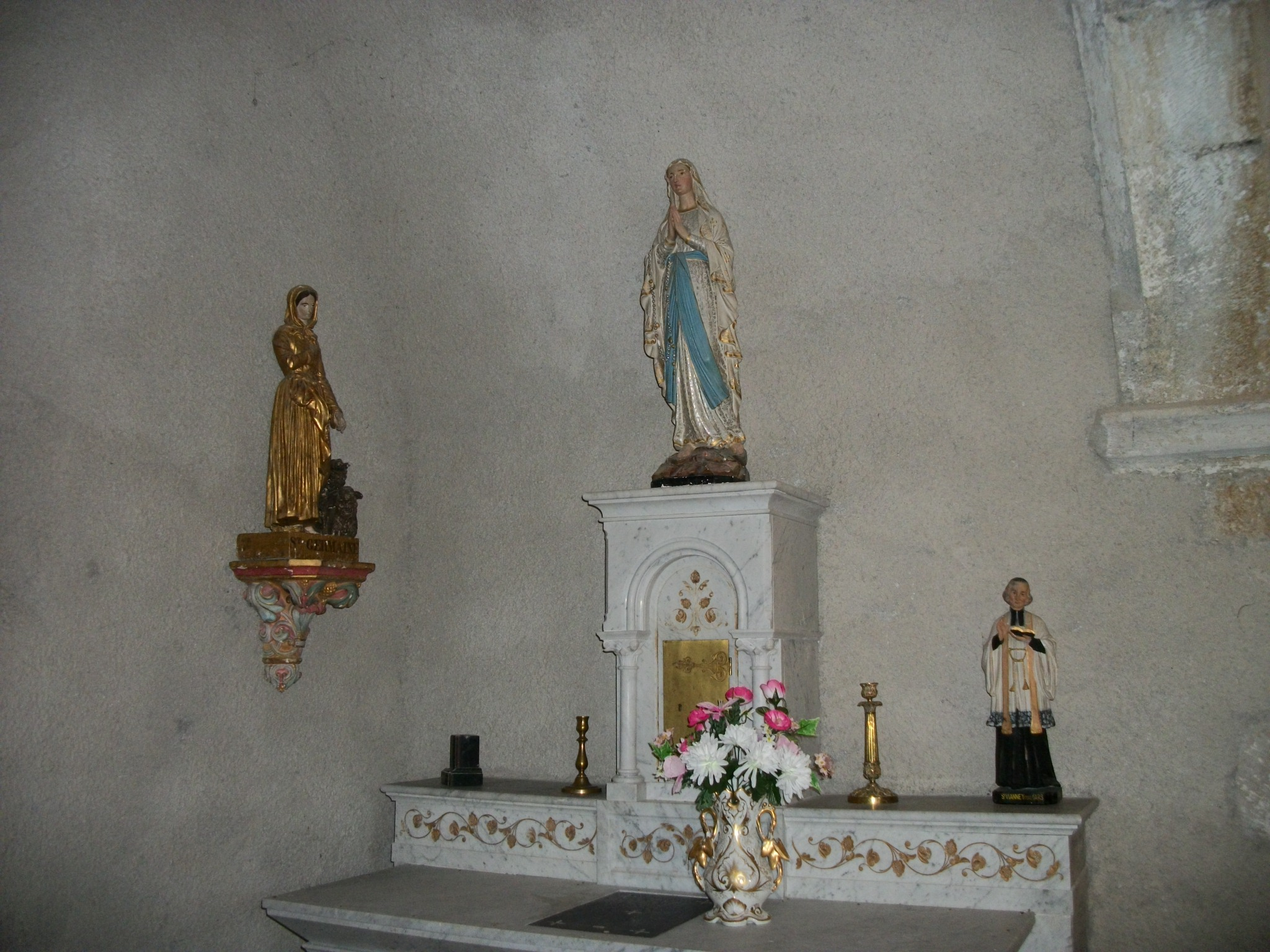
Autel et tabernacle surmonté d'une statue de Notre-Dame de Lourdes avec à gauche la statue de sainte Germaine et à droite la statue de saint Jean-Marie Vianney
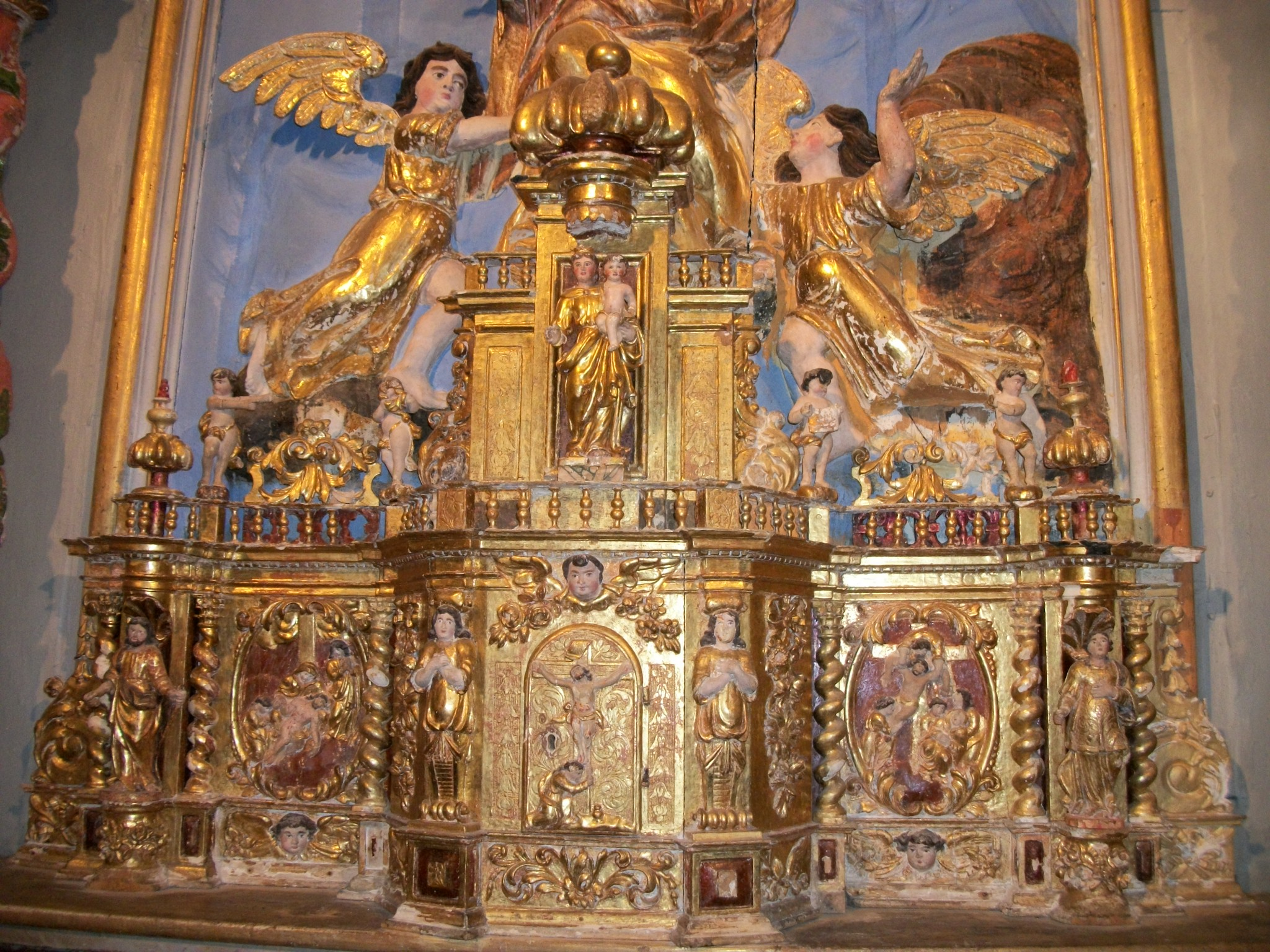
Le tabernacle.
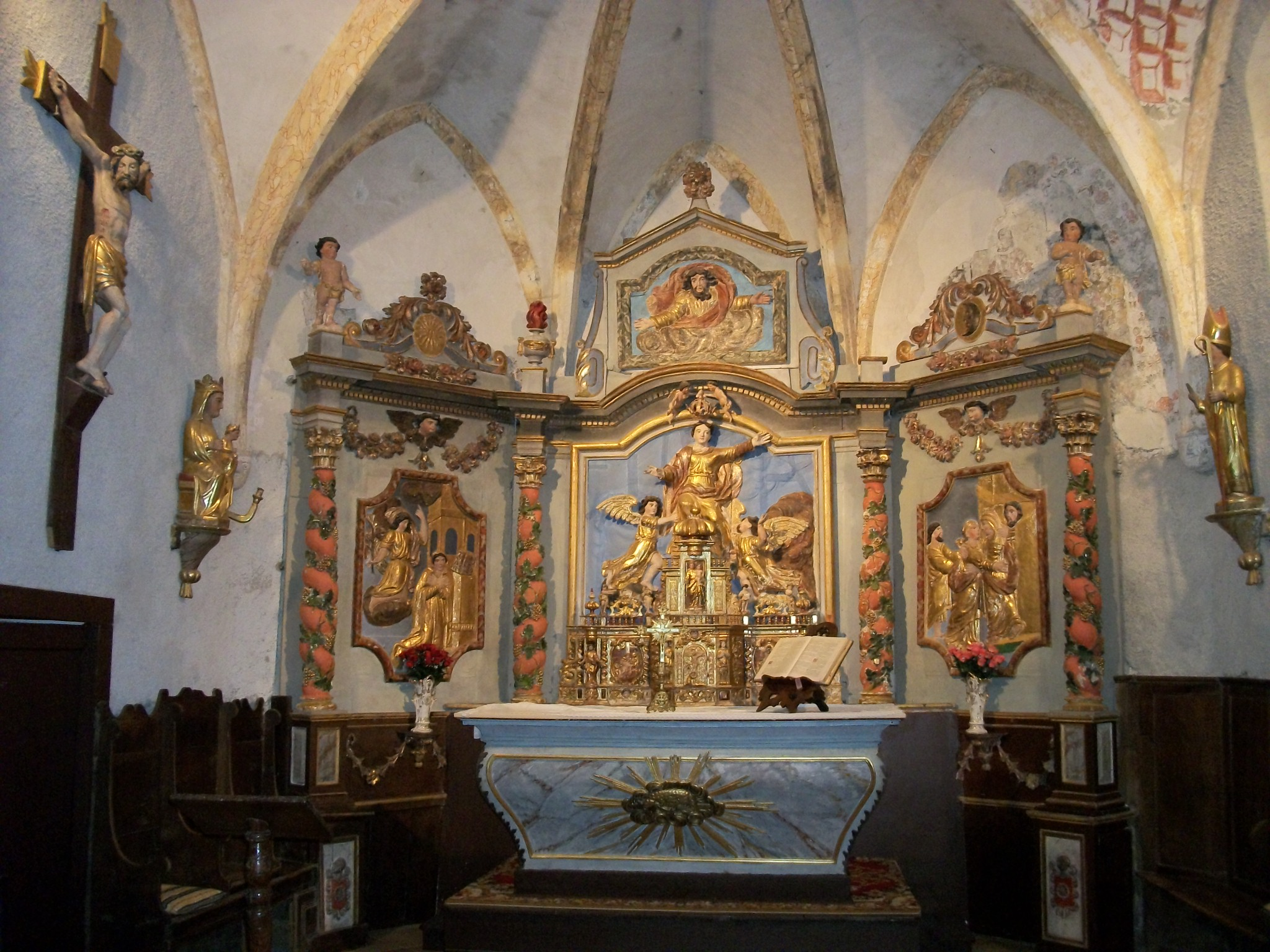
Le chœur de l'église avec l'autel, le tabernacle et le retable.
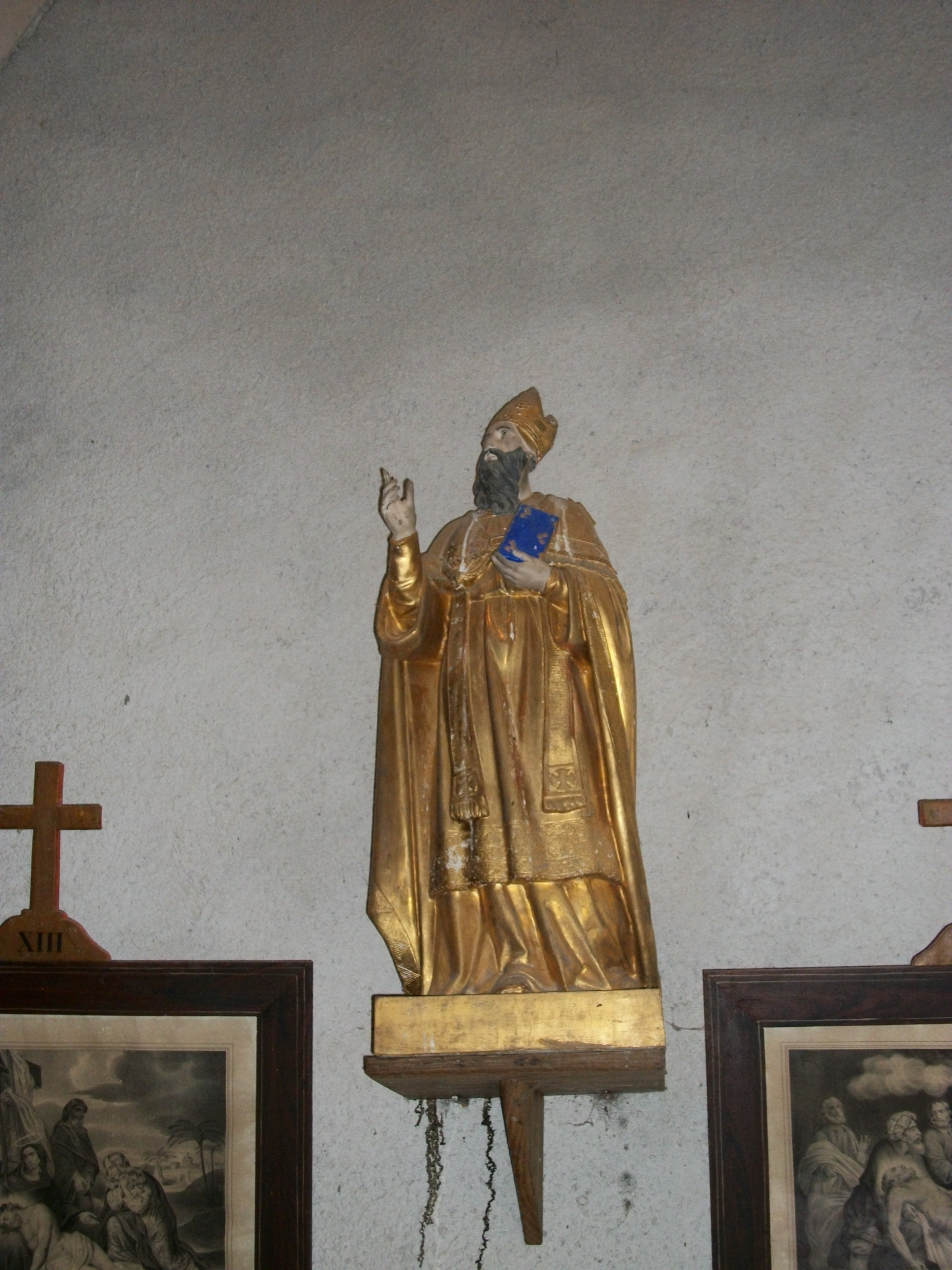
Statue de saint Bertrand en plâtre et dorée datant du XIXe siècle.